# Capilla de los Dulces Nombres
La capilla de los Dulces Nombres es un antiguo templo católico de Monterrey, Nuevo León, México. Su construcción se data alrededor de 1830 y fue ordenada por la viuda de José Antonio de la Garza Saldívar, en cumplimiento de una cláusula en el testamento de su esposo.
Fue declarada patrimonio nacional el 7 de enero de 1938; en 1945 fue intervenida, sus muros de sillar fueron recubiertos con mortero de arena y cemento. En 1956 se intentó demolerla, sin embargo el plan fue detenido al ser considerada una reliquia. El 11 de mayo de 1985, en una breve ceremonia, el gobierno municipal entregó la capilla al arzobispado de Monterrey y se formó un patronato ciudadano para su cuidado y preservación.

## Características físicas y ornamentación
La capilla mide 8 m por 13 m y está formada por dos cuerpos principales, del lado oriente uno de muros sólidos de sillar, de 1.3 m de espesor, levantados a 6.7 m de altura hasta rematar con una cornisa de la que arranca una bóveda de cañón también de sillar. Del lado poniente se encuentra comunicada por un arco de medio punto aperaltado, de menor altura y con cubierta de terrado y vigas de madera.
Resalta en particular su fachada principal, que se define por un portón de madera entablerada de dos hojas, flanqueada por dos pilastras de fustes rectangulares acanalados, de bases y capiteles pequeños que soportan un arco de medio punto moldurado. En el cuerpo central se elevan dos pilastras con pedestal y capiteles de orden secundario que apoyan un entablamento sin ornamentación. En su punto central, la portada cierra con un frontón truncado con rebajes circulares en sus extremos y con una cornisa en su perímetro. Los extremos de la fachada cuentan con una espadaña rectangular que carece de ornamento.
Su interior carece de ventanas y elementos laterales. La capilla destaca por su conjunción de varias tendencias: vernáculas por los materiales con que fue construida, toscanas por el tratamiento del imafronte, y franciscanas por lo monolítico y monocromático.